# Hiéroglyphe égyptien D38
Le hiéroglyphe égyptien D38 (bras tendu offrant un pain rond) est classifié dans la section D « Parties du corps humain » de la liste de Gardiner ; il y est noté D38.

## Représentation
Il représente un bras tendu tenant un pain (X3). Il est translittéré mj ou m.

## Utilisation
| X8 | G17 | Aa13 · D38 |

| X8 | G17 | Aa13 · D38 |

« donne !, place !, fais que ! », d'où découle son utilisation en tant que phonogramme bilitère de valeur mj ou plus communément unilitère de valeur m.
| D37 |

| D37 |

## Exemples de mots
| m | D38 |

| m | D38 |

| m | D38 |

| m | D38 |

| m | D38 |

| m | D38 |